# Morten Eilifsen
Morten Eilifsen, né le 6 janvier 1984 est un fondeur norvégien licencié au Henning Skilag.

## Carrière
Il apparait dans le cirque blanc dès 2002.
Il débute en Coupe du monde en 2006 et a obtenu sa première victoire lors d'un relais en 2008 à Falun avec Martin Johnsrud Sundby, Chris Jespersen et Petter Northug. 

## Palmarès

### Coupe du monde
- Meilleur classement général : 72e en 2008.
- 3 podiums par équipes dont 1 victoire en relais en 2008
- Meilleur résultat individuel : 9e.